# Boeketje Vlaanderen
Boeketje Vlaanderen was een wekelijks toeristisch magazine van de toen nog Belgisch nationale televisieomroep BRT  (thans VRT) en werd gepresenteerd door Gerty Christoffels. De televisiereeks heeft 5 jaar gelopen van 1984 tot 1989.
In iedere aflevering kwamen een aantal Vlaamse steden en locaties aan bod met aandacht voor het agrarisch en industrieel areaal en het cultuurhistorisch erfgoed van Vlaanderen.
In 1988 verscheen een boek dat een samenvattende bloemlezing van het televisieprogramma in drukvorm weergaf.
- VAN DER VENNET, Hugo (1988) Boeketje Vlaanderen, BRT Dienst Pers en Publicaties, Brussel, 1988 [ISBN 9070447584]

Het televisieprogramma werd in 1990 opgevolgd door de wekelijkse uitzending van Vlaanderen Vakantieland.